# صومعه‌های سن میان د لا کوخویا
صومعه‌های سن میلان د سوسو (قرن ششم) و سن میلان د یوسو (قرن یازدهم) دو صومعه هستند که در روستای سن میلان د لا کوگولا، لاریوخا، اسپانیا واقع شده‌اند. این دو صومعه از دسامبر ۱۹۹۷ به عنوان یک سایت میراث جهانی توسط یونسکو شناخته شده‌اند.